# مناورة كويكنشتيد
مناورة كويكنشتيد أو مناورة كويكينشتيت هي اختبار سريري كان يستخدم سابقًا لتشخيص التضيق الشوكي، ويتم هذه الاختبار عن طريق استلقاء المريض جانبا، ليقوم الطبيب بإجراء بزل قطني، ويقيس ضغط السائل الدماغي الشوكي، ثم يقوم مساعد الطبيب بالضغط على كلا الوريدين الوداجيين مما يؤدي إلى زيادة في ضعط السائل الدماغي الشوكي عن القياس الأول. ففي الحالة التشريحية الطبيعية سيؤدي الضغط علي الوريد الوداجي إلى الارتفاع السريع لضغط السائل الدماغي الشوكي في غضون 10-12 ثانية، أما في حالة وجود تضيق في العمود الفقري فسيكون ارتفاع السائل الدماغي الشوكي بطئ ومتأخر، وتسمى حينها مناورة كويكنشتد «إيجابية». ويغلب على هذا الاختبار طرق التصوير المتفوقة مثل التصوير بالرنين المغناطيسي و التصوير المقطعي المحوسب. 
سميت المناورة نسبة لهانز هاينريش جورج كويكنشتيد الذي وصفها في عام 1916. 